# 長谷川法世の夕焼け海童
長谷川法世の夕焼け海童（はせがわほうせいのゆうやけかいどう）はかつてRKB毎日放送（RKBラジオ）で放送されていた夜のトーク番組である。2009年10月以降長谷川法世のほろ酔い海童（はせがわほうせいのほろよいかいどう）に改題された。

## 番組概要
福岡県内の様々な人をゲストに迎え、トークをする番組。
また、ゲストは曲をリクエストすることができ、曲の後にその曲についての思い出を語る。

## 放送時間
- 月曜日 18:05～18:20（JST）

### 過去の放送時間
- 月曜日 18:15～18:30(JST。2008年4月～2009年9月）
- 月曜日 18:20～18:35(JST。2007年10月～2008年3月）
- 月曜日 18:15～18:30(JST。2007年度のナイターシーズン期）
- 月曜日 18:05～18:20(JST。2006年度のナイターオフ期）
- 日曜日 17:10～17:25(JST)

## パーソナリティ
- 長谷川法世

## スポンサー
- 濵田酒造